# Стоян Тодорчев
Стоян Тодорчев (болг. Стоян Тодорчев, нар. 27 жовтня 1984, Перуштиця, Болгарія) - болгарський стронгмен, переможець змагань Найсильніша Людина Болгарії. Окрім цього він брав участь у змаганнях за звання Найсильнішої Людини Світу та Найсильнішої Людини Європи.

## Життєпис
Двічі (у 2004 і 2005) ставав Найсильнішою Людиною Болгарії. У 2007 посів сьому сходинку в боротьбі за звання Найсильнішої Людини Європи. Того ж року він посів третє місце у відбірковій групі до змагання за звання Найсильнішої Людини Світу. У 2010 році він знову намагався кваліфікуватися однак не пройшов далі відбіркових груп.